# Bydgoska Fabryka Narzędzi „Befana”

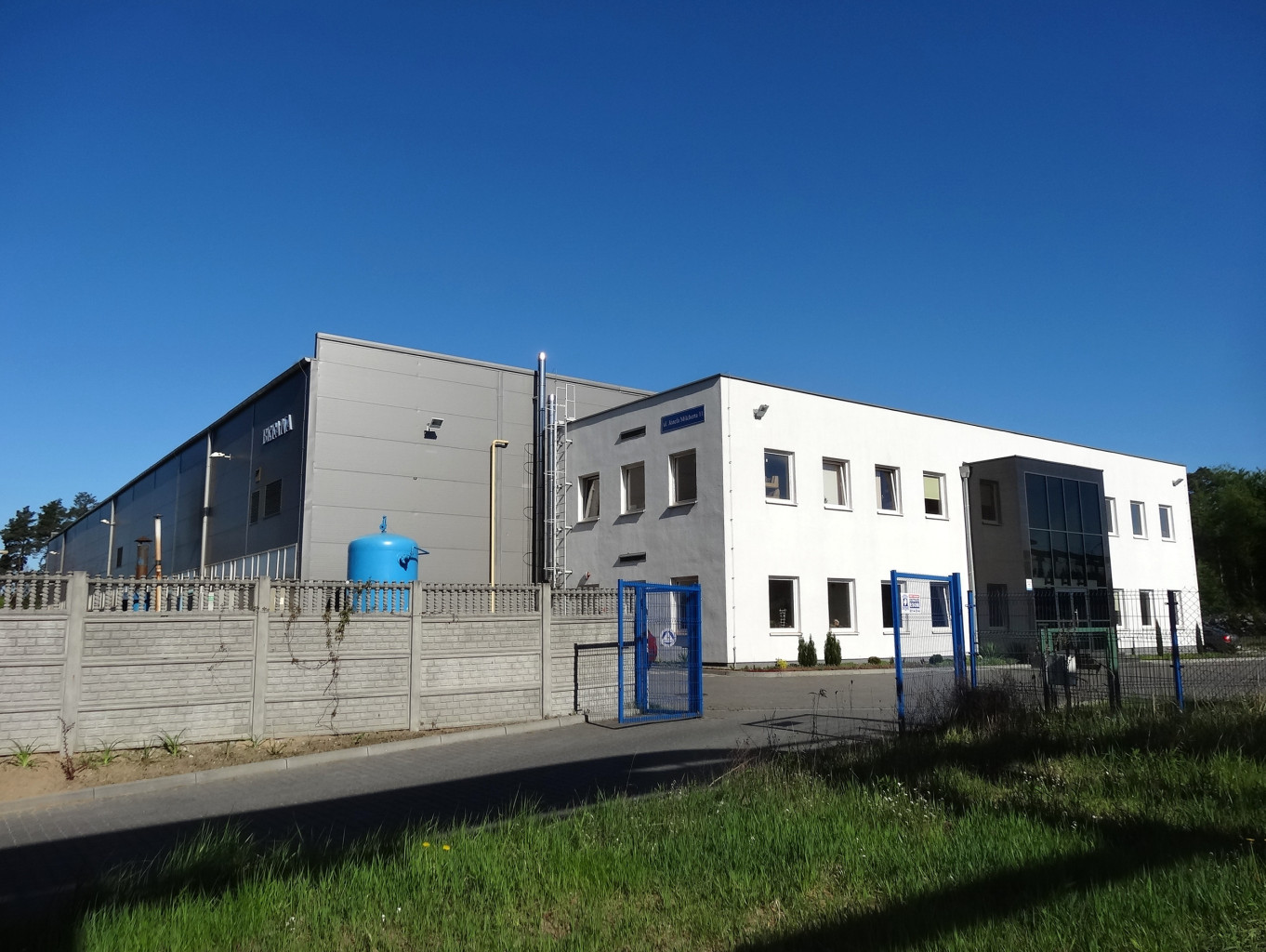
Zakład na terenie Bydgoskiego Parku Przemysłowo-Technologicznego

Bydgoska Fabryka Narzędzi „Befana” Sp. z o.o. – fabryka w Bydgoszczy, producent narzędzi metalowych, jedna z najstarszych, czynnych bydgoskich fabryk założona w 1852 roku.

## Charakterystyka
Bydgoska Fabryka Narzędzi „Befana” jest producentem narzędzi metalowych, m.in. pilników ślusarskich, do ostrzenia pił, kluczykowych, igiełkowych, frezowanych, precyzyjnych, rzeźbiarskich i specjalnych oraz tarników, frezów, radełek, musaków. Świadczy również usługi w zakresie obróbki cieplno-chemicznej metali.
Przedsiębiorstwo prowadzi sprzedaż produktów na terenie całego kraju za pomocą sieci dystrybutorów i przedstawicieli handlowych. Zakład jest wiodącą marką pilników na rynku polskim oraz znaczącym eksporterem na rynek ogólnoświatowy.

### Nagrody
- Laureat IV edycji Rankingu Liderzy Eksportu w regionie Kujawsko-Pomorskim w kategorii Osiągnięcia

## Historia

### Okres pruski
Początki fabryki wiążą się z powstaniem w 1852 zakładu rzemieślniczego produkującego magle ręczne, który po zmianie właściciela zajął się regeneracją używanych pilników, a w 1855 przekształcił się w dość duży zakład.
W latach 1885–1915 przy ul. Marcinkowskiego 8 funkcjonowała Fabryka Maszyn i Kotłów Parowych Leopolda Zobla, produkująca kotły parowe oraz lokomotywy parowe do trakcji wąskotorowej, maszyny i akcesoria okrętowe. Za jakość wytwarzanych produktów fabrykę w roku 1895 wyróżniono medalami na wystawach w Poznaniu i Królewcu. W 1910 produkcję pilników podjęło przedsiębiorstwo Gustav Granobs – Fabryka Pilników i Narzędzi, a w 1915 nastąpiło przejęcie fabryki przez spółkę polską (Granobs i Kozłowski) i zmiana profilu produkcji na narzędziowy: narzędzia czarne (łopaty, kilofy i siekiery) oraz pilniki. Przejęto część terenu przy ul. Marcinkowskiego po zlikwidowanej stoczni Leopolda Zobla, a w fabryce zatrudniano 50 osób. U schyłku okresu pruskiego przedsiębiorstwo należało do nielicznych w Bydgoszczy, będących własnością kapitału polskiego.

### Okres międzywojenny
Po przejęciu miasta przez władze polskie zakład kontynuował produkcję pod nazwą Bydgoska Fabryka Pilników i Narzędzi „Granobs i Kozłowski” Tow. z ograniczoną poręką – skład stali, śrub, narzędzi i narzędzi maszynowych. W fabryce pracowało 100 osób, a dyrektorem był Hugon Kozłowski.
W lipcu 1923, po ustąpieniu ze spółki Ericha Granobsa, majątek wniesiono do założonego Towarzystwa Akcyjnego „Grakona”. W 1925 wdrożono postępowanie upadłościowe firmy, a na członka zarządu powołano akcjonariusza Onufrego Gertnera. W oparciu o nowy kapitał fabrykę rozbudowano. Pod koniec lat 20. XX w. stała się największą wytwórnią pilników w kraju (200 pracowników), wyróżnianą medalami krajowymi i zagranicznymi, m.in. na wystawach w Paryżu (1927) i Rzymie oraz na Powszechnej Wystawie Krajowej w Poznaniu (1929). Narzędziami z bydgoskiej „Grakony” posługiwały się niemal wszystkie zakłady w Polsce, ponadto były eksportowane do wielu krajów. Obok pilników wytwarzano szereg narzędzi kutych (obcęgi, młotki itp.), przeznaczonych dla potrzeb rolnictwa. Z uwagi na wysoką jakość wyrobów fabryka operowała wówczas zarejestrowaną publicznie marką fabryczną. Do 1934 przedsiębiorstwo działało pod nazwą „Grakona” – Onufry Gertner i Ska Fabryka Pilników i Narzędzi Sp. z o.o.
Do wybuchu II wojny światowej fabryka kontynuowała działalność w ramach nowej spółki Zygmunta Mielżyńskiego-Kornatowskiego „Prom”. Zatrudnionych było w niej około 300 osób. Wykonywano pilniki, narzędzia i przybory dla PKP i Francusko-Polskiego Towarzystwa Kolejowego, które siedzibę miało w Bydgoszczy. Produkcja dzienna wynosiła kilkanaście tysięcy różnego rodzaju narzędzi.

### Okres okupacji niemieckiej
Podczas okupacji niemieckiej jako Fabryka Narzędzi i Maszyn Georga Stehra zatrudniała 830-1000 osób, zachowując zasadniczy profil produkcji. Obok pilników, frezów, trybów, kluczy francuskich do samochodów, armatury dla lotnictwa i narzędzi, produkowano na potrzeby Wehrmachtu: zapalniki do min i pocisków armatnich, piasty do jaszczy armatnich, odkuwki dla lotnictwa i kolejnictwa.

### Okres PRL
Po II wojnie światowej od lutego 1945 przez dwa miesiące w Fabryce Pilników i Narzędzi „Prom” wykonywano śruby mostowe i narzędzia dla potrzeb wojska, a potem ponownie pilniki i narzędzia. Część pracowników zatrudniono przy odbudowie mostów na Brdzie w Bydgoszczy.
22 czerwca 1945 zakład został upaństwowiony i przekazany Centralnemu Zarządowi Przemysłu Metalowego. Na początku 1948 zatrudnienie wynosiło 543 osób, a w 1954 roku – 655 osób, w tym 189 kobiet. Od roku 1949 poza pilnikami i tzw. narzędziami czarnymi, produkowano gwintowniki i narzynki, od 1957 narzędzia tnące (frezy trzpieniowe i radełka). W latach 1955–1960 przystąpiono do wyrobu m.in. pilników igiełkowych do pił, a od 1964 narzędzi specjalnych: tłoczników, wykrajników oraz form metalowych do przetwórstwa tworzyw sztucznych termoutwardzalnych i termoplastycznych. W 1960 produkowane w zakładzie narzędzia pokrywały w pełni zapotrzebowanie krajowe.
W 1952 rozpoczęto produkcję na eksport, która w 1960 osiągnęła 25%, a w 1965 już 35% wartości produkcji sprzedanej. Na zwiększenie eksportu wpłynęła decyzja Rady Ministrów z 1962 o zaszeregowaniu zakładu do grupy przedsiębiorstw specjalizujących się w produkcji eksportowej. W latach 70. XX w. Bydgoska Fabryka Narzędzi „Byfana” eksportowała swe wyroby do ponad 40 krajów świata (ZSRR, USA, NRD, RFN, Czechosłowacja, Francja, Włochy, Szwecja i inne), a udział eksportu przekroczył 40% całej produkcji. W 1973 zakład włączono do Kombinatu Przemysłu Narzędziowego „Vis”, skupiającego fabryki narzędziowe w kraju.
W 1956 wprowadzono w fabryce technologię szlifowania wzdłużnego na szlifierce bezchwytowej. Technologię tę przekazano do innych krajów socjalistycznych: Czechosłowacji, NRD i Rumunii. Drugim osiągnięciem rodzimej myśli technicznej były opracowane w 1960 roku wspólnie przez inżynierów bydgoskich i z huty „Baildon” w Katowicach zmiany w konstrukcji nacinaków, do których wprowadzono płytki z węglików spiekanych. Badania prowadzono głównie z konieczności uniknięcia importu półfabrykatów.
W połowie kat 60. wprowadzono do produkcji nowy asortyment wyrobów. W ofercie krajowych producentów brakowało maszyn precyzyjnych, dlatego władze PRL zezwoliły na ich import. Kupiono w Japonii wiertarkę koordynacyjną, na Węgrzech szlifierki do profilowego szlifowania, a w RFN szlifierki współrzędnościowe. Pomimo przeprowadzanych inwestycji, wymiana parku maszynowego w Bydgoskiej Fabryce Narzędzi nie była w pełni zadowalająca. Modernizowano ją poprzez zakup pojedynczych maszyn i tylko w wypadku, gdy dotychczas wykorzystywane nie nadawały się do remontu z powodu całkowitego zużycia. Część prac wykonywano ręcznie. Były one bardzo wyczerpujące dla zatrudnionych tam osób, ponieważ wymagały m.in. ręcznego szlifowania, piłowania i obrabiania detali produkcyjnych. Wiele krytycznych uwag zgłaszali pracownicy także do hal fabrycznych, które były zbyt ciasne, niskie i źle wentylowane. Zagrożeniem dla zdrowia był nadmierny hałas oraz zapylenie i zanieczyszczenie powietrza w halach trującymi substancjami.
W latach 1971–1973 zbudowano nowy zakład na bydgoskich Glinkach (ul. Dąbrowa), który kontynuował produkcję wykrojników, tłoczników i form do tworzyw sztucznych, metali, gumy i mas plastycznych. Zróżnicowanie profilu produkcyjnego obu zakładów spowodowało w 1973 decyzję ministra przemysłu maszynowego o podziale na dwa przedsiębiorstwa: Bydgoską Fabrykę Narzędzi „Befana” – wytwarzającą narzędzia katalogowe (ul. Marcinkowskiego) i Zakład Form Metalowych „Formet” (ul. Dąbrowa) – produkujący narzędzia specjalne. Zakład ten wchodzący w skład kombinatu „Ponar-Plast”, wyposażany w nowoczesne obrabiarki i aparaturę kontrolno-pomiarowa, był jedną z największych w Europie wytwórni form metalowych do produkcji tworzyw sztucznych.
Z powodu braku możliwości rozbudowy fabryki w centrum miasta, w 1974 zdecydowano o dyslokacji „Befany” w sąsiedztwo Zakładów Chemicznych Zachem. Początek robót ustalono na 1976, nowy zakład miał zatrudniać 2 tys. osób i pokrywać zapotrzebowanie na narzędzia Polski, Czechosłowacji i NRD oraz prowadzić eksport do ZSRR i krajów zachodnich. Budowy jednak nie zrealizowano z powodu narastającego kryzysu gospodarczego w końcu lat 70.
W latach 1976–1978 produkcja „Befany” wzrosła o 110%. Uruchomiono produkcję nowoczesnych narzędzi diamentowych o spoiwie galwanicznym, a w latach 80. pilników precyzyjnych. W 1985 roku fabryka była na drugim miejscu w kraju pod względem ilości wyrobów oznaczonych znakiem jakości Q. Aż 70% produkcji przeznaczano na eksport do 48 krajów świata (oprócz krajów socjalistycznych m.in. Wielka Brytania, Francja, Belgia, Holandia, Włochy, RFN, Szwecja, Szwajcaria, USA i Kanada).

### Okres III RP
1 października 1989 fabrykę przekształcono w spółkę joint venture Bydgoska Fabryka Narzędzi „Befana-Vis” Sp. z o.o., której udziałowcami zostali: Kombinat Przemysłu Narzędziowego „Vis” oraz firmy niemieckie Mexpol Aussenhandelsgesellschaft m.b.H. z Wilden i DFM Felienfabrik w Duderstadt. Zakład produkował głównie pilniki i tarniki specjalne, m.in. precyzyjne, rzeźbiarskie, zegarmistrzowskie, maszynowe, igiełkowe. Znacznie poszerzyła się ekspansja firmy na rynek zagraniczny, m.in. do Europy, Azji, Afryki, Ameryki Północnej i Południowej.
W 2008 właścicielem zakładu został główny technolog firmy Witold Kaczyński. Zakład przeniósł się do Bydgoskiego Parku Przemysłowo Technologicznego, gdzie wybudowano nowe obiekty produkcyjne. Teren poprzemysłowy w centrum miasta przy ul. Marcinkowskiego został sprzedany i przeznaczony pod inwestycje miastotwórcze.
W 2021 stare budynki fabryczne przy ul. Marcinkowskiego w związku ze złym stanem technicznym zostały częściowo rozebrane; przewidywana jest ich odbudowa do połowy 2023 w ramach powstającego osiedla Nowy Port.
Zakład w pełni zaspokaja potrzeby krajowe na produkowane narzędzia. Gama asortymentowa produkcji i sprzedaży systematycznie poszerza się z 600 w 1989 do 7000 w 2010 roku.